# Megalurulus rubiginosus
Megalurulus rubiginosus là một loài chim trong họ Locustellidae.